# براندون آلن

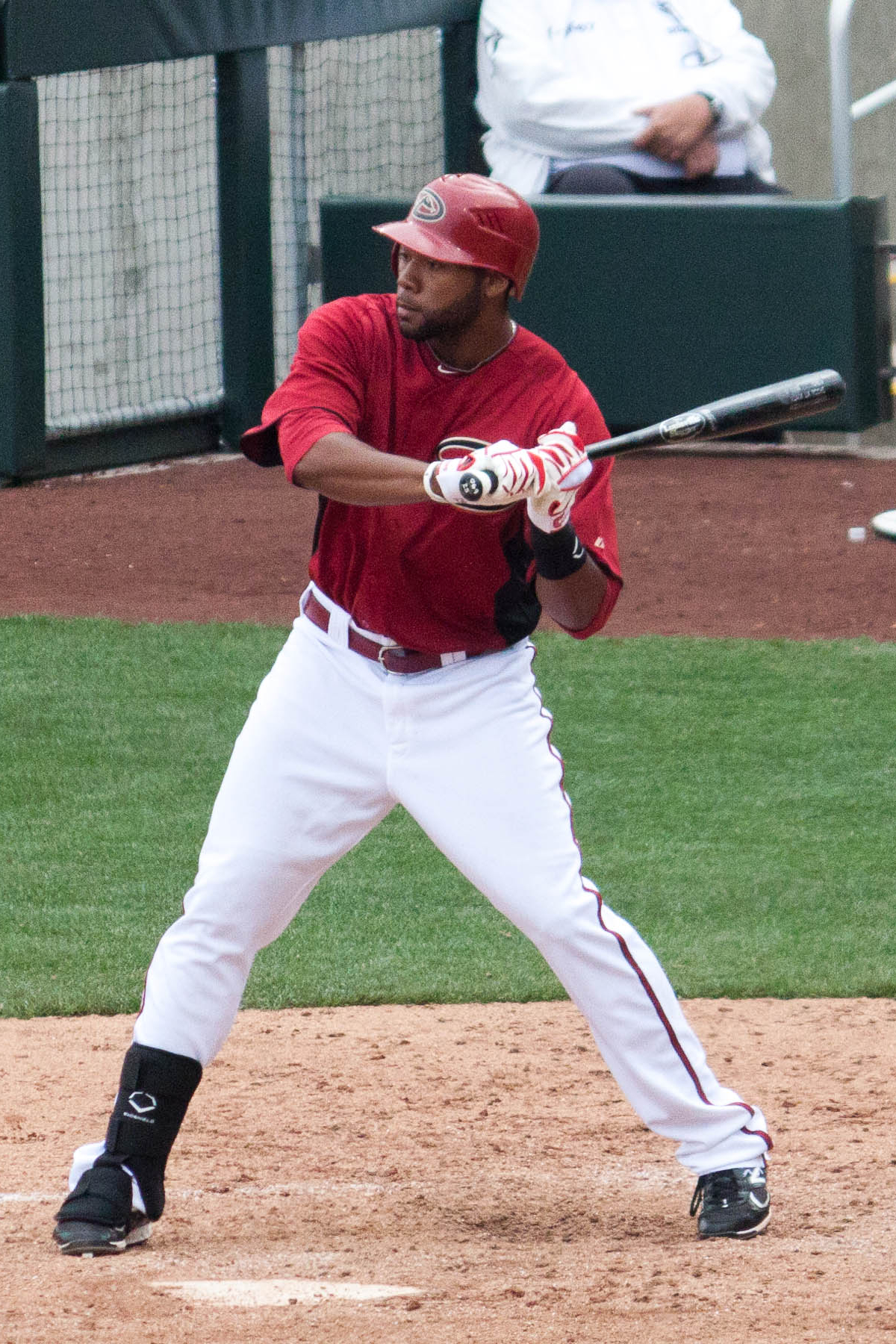
فایل:براندون آلن 2011

برانڊن دورل آلن,(به انگلیسی: Brandon Allen )، 
```
یک مربی حرفه ای بیسبال آمریکایی و پایه اول سابق و دستیار مربی ضربه زنی در لیگ بیسبال مقدس و مهم (زاده ۱۲ فوریه ۱۹۸۶) است. 
[
۱
]
```